# 金·赫福德
金·赫福德（英語：Kim Herford，1947年2月22日—），澳大利亚女子游泳运动员。她曾代表澳大利亚参加1966年大英帝国和英联邦运动会游泳比赛，获得女子440码自由泳铜牌。